# Могойтуйське міське поселення
Могойту́йське міське поселення (рос. Могойтуйское городское поселение) — міське поселення у складі Могойтуйського району Забайкальського краю Росії.
Адміністративний центр та єдиний населений пункт — селище міського типу Могойтуй.

## Населення
Населення міського поселення становить 10865 осіб (2019; 10231 у 2010, 8586 у 2002).